# Chiesa di San Giuseppe (Romano di Lombardia)
La chiesa di San Giuseppe è un luogo di culto campestre cattolico, si trova a Romano di Lombardia, ed è sussidiaria della parrocchiale di Santa Maria Assunta e San Giacomo, ed è la più antica edificata sul territorio.

## Storia
La chiesa è la più antica della località edificata sull'antica strada della Graffignana che raggiungeva Milano per volontà dei duchi di Romano, si vorrebbe addirittura che l'edificio sia stato innalzato su di un vecchio tempio d'origine tardo romana. La posizione sopraelevata di un metro rispetto all'antica viabile, la forma perfettamente rettangolare e il recupero di frammenti di embrici durante i lavori di scavo del 19 marzo 1965 rinvenuti a una profondità di 80 cm. frammenti riconducibili all'epoca romana, e il recupero di una tegola intera nel rifacimento della pavimentazione nel 1970 sempre d'epoca romana, confermerebbe la presenza dell'antico edificio. Oltre alla tegola fu rinvenuto anche un teschio e ossa umane che porterebbero a considerate il posto come fondello di una tomba che porterebbe al periodo imperiale paleocristiano.
La prima citazione della chiesa è inserita in una sentenza arbitrale di papa Eugenio III per la definizione dei confini tra la diocesi di Bergamo e quella di Cremona del 14 ottobre 1148. Incaricato della diatriba fu il cardinale Guidone da Somma, che citò la chiesa come dedicata a sant'Eusebio e inserita nella Diocesi di Cremona. La dedicazione cambiò da sant'Eusebio a san Giuseppe solo nel XX secolo. Nel Settecento con la nuova definizione dei confini delle diocesi la chiesa fu inserita in quella orobica.
L'edificio era stato decorato con affreschi nel XV e XVI secolo, di cui rimane una scritta molto sbiadita MCCCCCIIIII - JOVANNA MORRI GI DI ET CHARINA MDIII X SETT. - JO. MADDALENA... MDV poi coperti nel XVIII secolo con pitture di minor qualità. Furono poi inserite molte scritte tra il 1563 e 1634 da un personaggio che usò le pareti della chiesa per raccontare eventi e fatti a lui accaduti di cui rimangono leggibili poche frasi: […] memoria come di sett.re il formento valiva L, 75 a la soma el mejo 14. e […] a de la 1662 memoria a di 28 febb. fu appiccato Homini 17 con un capitano todesco che fano homini 18 La scritta documenta un fatto realmente avvenuto, il capitano era Savioni di Rovereto con alcuni suoi seguaci. Come risulta indicato nel libro dei Morti del 1596: […] per esser passati alla banca come soldati veri non essendo che soldati finti. 
La chiesa fu poi abbandonata e adibita a locale deposito per un paio di secoli di mezzi agricoli, l'incuria del tempo la ridusse a un grave degrado, fino al restauro del 1857. Nel 1954 fu fatto, a cura della parrocchia, l'inventario di quali fossero gli affreschi, risulta che vi erano dipinti ancora ben conservati ma che furono poi strappati nel 1954.  Il 1958 vide il crollo della copertura lignea, poi del campaniletto e cedimenti dovuti anche, dagli eventi climatici dovuti alla mancanza di copertura, che ne causarono una grave instabilità. Particolarmente colpita dal danno fu la zona absidale.
La popolazione di Romano di Lombardia si unì in un gruppo detto Amici della chiesa di San Giuseppe e dal 1968 intraprese una raccolta di fondi che diede impulso ai lavori di studio e di restauro conservativo. Di particolare interesse fu lo studio della pavimentazione portando alla luce il cotto a spina di pesce risalente al XII secolo, riaperta una finestra sul lato a nord e due a sud risalenti al XV secolo, e si è accertato che l'antica navata era di maggior misura a quella ottocentesca, sicuramente arrivava fino all'inizio del porticato. I restauri hanno riportato alla luce l'epigrafe:

## Descrizione

### Esterno
L'edificio di culto dal classico orientamento liturgico con abside a est, è posto dislocato dall'antico borgo, sulla parte a ovest, per questo definito da sempre campestre. La facciata è preceduta dal pronao che originariamente era una campata interna, visibile la capriata sulla parte alta del soffitto. Il pronao ha una lunghezza di 3,50 m.

### Interno
L'interno a unica navata ha una lunghezza di 5,70 m e larghezza di 4,20. L'aula ha la pavimentazione ricostruita con materiale di risulta nel 1968, così come la copertura con capriate in legno di rovere. L'altare maggiore è in pietra locale anche questo risalente alla seconda metà del Novecento. L'aula termina con il presbiterio e il coro absidato coperto a catino. A memoria degli antichi affreschi rimangono le sinopie degli antichi affreschi: sulla parete a sinistra le figure di Maria con san Giuseppe e Bambino, santa Lucia, e Madonna con san Giuseppe che adorano il Bambino;  sulla parete di destra: l'antico santo titolare Eusebio con la Sacra famiglia, il martirio di san Bartolomeo, sant'Eusebio con san Francesco d'Assisi, la fuga in Eusebio, e i santi Defendente, Rocco e Fermo.